# Кувашлы
Кувашлы — река в России, протекает по Башкортостану. Устье реки находится в 640 км по правому берегу реки Сакмара. Длина реки составляет 19 км.

## Данные водного реестра
По данным государственного водного реестра России относится к Уральскому бассейновому округу, водохозяйственный участок реки — Сакмара от истока до впадения реки Большой Ик. Речной бассейн реки — Урал (российская часть бассейна).
Код объекта в государственном водном реестре — 12010000512112200004976.